# Jipang
El jipang es un snack tradicional hecho de arroz o arroz glutinoso. Este snack tradicional también es a veces llamado bipang o beras berondong.

## Historia
La palabra bipang es tomada del hokkien bí-phang, (米芳; pinyin: mǐ fāng) que significa arroz que es «fragante o aromático», que se refiere a que es un dulce. El jipang es uno de los snacks tradicionales más populares de China. Los inmigrantes chinos introdujeron y vendieron jipang en Indonesia como snack. Algunos de estos negocios tradicionales de jipang todavía están activos, uno de ellos es Toko Bipang Jangkar en Pasuruan, Java Oriental, que ha operado continuamente desde 1940.

## Preparación
El proceso de preparación varía de un lugar a otro, e incluso de familia a familia porque el jipang es un bocadillo muy popular en sus países de origen. Añadiendo a eso, los procesos utilizados en la elaboración a gran escala de jipang varían en gran medida de la forma tradicional de hacerlo.
Los ingredientes principales para hacer jipang es el arroz y el azúcar. El mejor arroz para hacer jipang viene del arroz sin rellenar que se ha almacenado durante 3-4 días. Según los principales productores de jipang, el mismo es más buscado en las estaciones del monzón en lugar de verano, donde las ventas disminuyen. La razón de esto es que las personas tienden a evitar los bocadillos que les dan sed en los meses de verano.
La fabricación del jipang en las principales fábricas generalmente utiliza equipos muy específicos donde el arroz se tuesta sobre un fogón de gas de alta presión o un quemador de gas. A continuación el arroz es reventado y mezclado con azúcar caramelizada para darle el sabor dulce que tiene el jipang tradicional. Antes de que se endurezca, la mezcla se coloca en una mesa y se corta al tamaño para su envasado.
En Lahat, Sumatra del Sur, el jipang es popular en la temporada del lebarán, donde el proceso de fabricación del jipang difiere de los métodos utilizados en las fábricas. El jipang de Lahat se hace manualmente a partir de arroz glutinoso. Este jipang único también se lava, se cubre de azúcar morena, se seca bajo el sol, antes de que finalmente se fríe.